# Oribatella unispinata
Oribatella unispinata är en kvalsterart som beskrevs av Hammer 1958. Oribatella unispinata ingår i släktet Oribatella och familjen Oribatellidae. Inga underarter finns listade i Catalogue of Life.